# Phébus (Automarke)

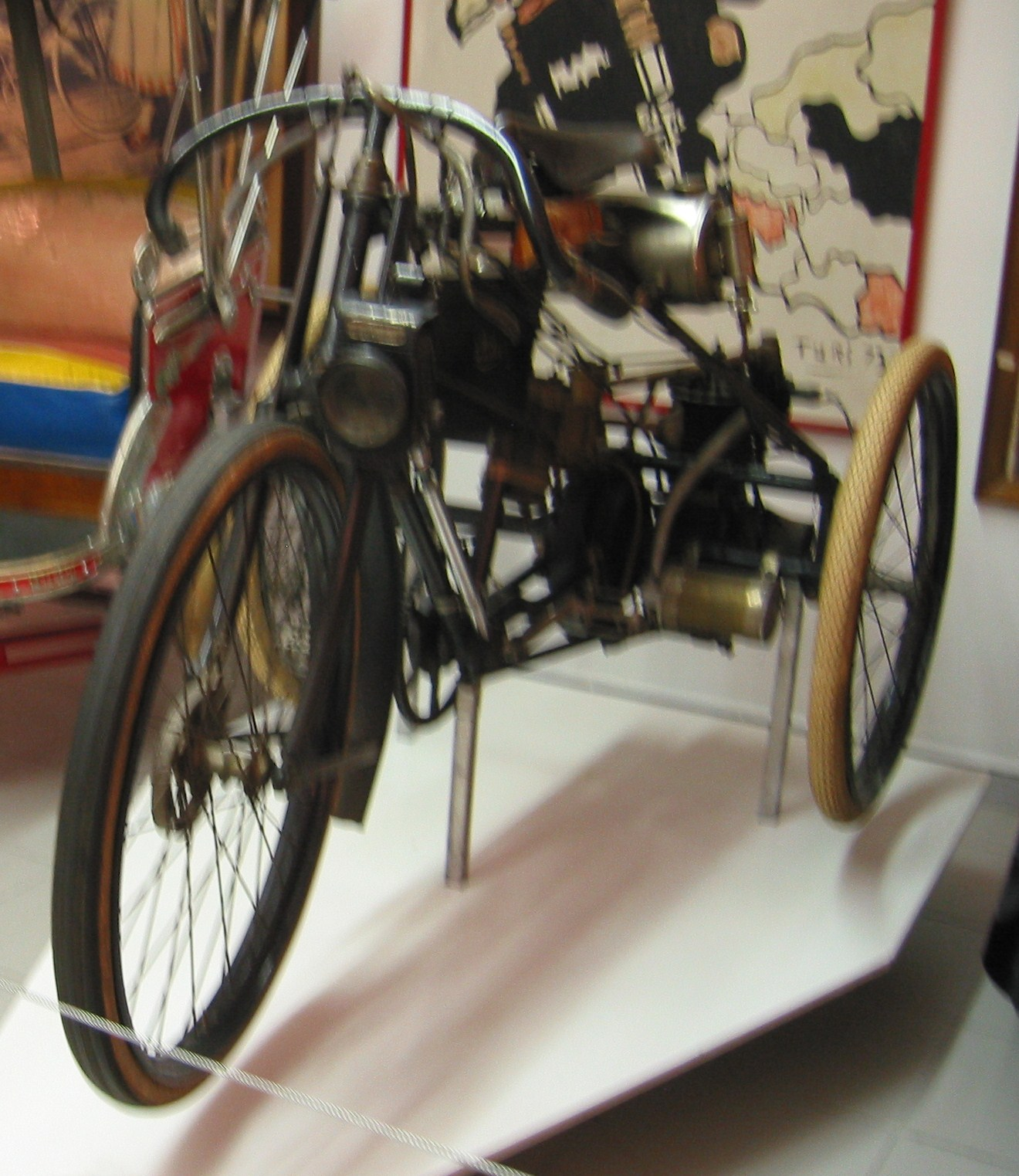
Phébus Tricycle (Dreirad) von 1900

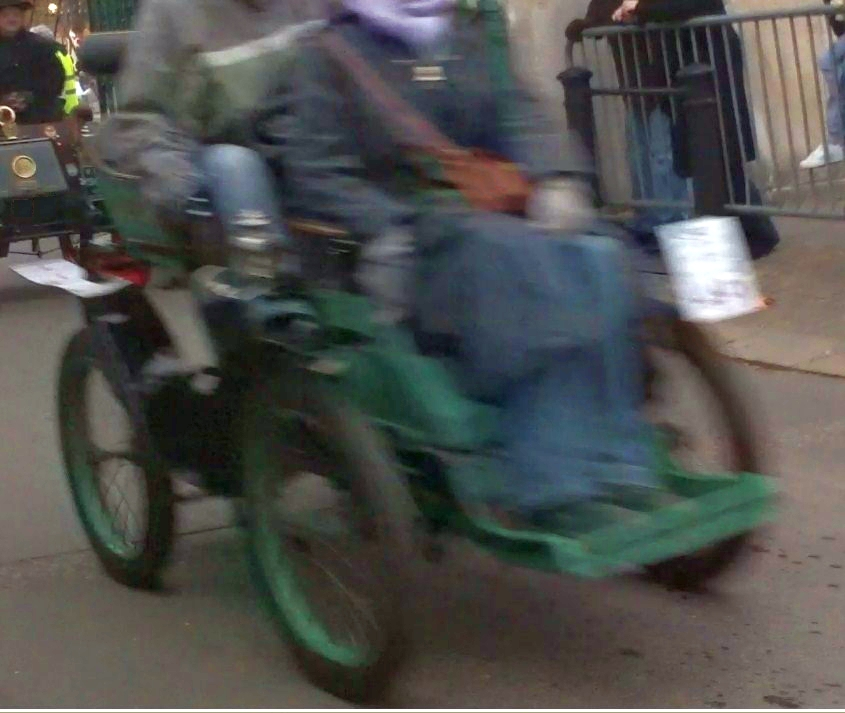
Phébus Quadricycle (Vierrad) von 1900 beim London to Brighton Veteran Car Run 2011

Phébus war eine französische Automarke.

## Unternehmensgeschichte
Das Unternehmen Noé Boyer & Cie aus Suresnes gehörte zur Société Gladiator und begann 1899 zusätzlich zur eigenen Automobilproduktion mit der Produktion von Automobilen unter dem Markennamen Phébus. 1903 endete die Produktion. In England lautete der Markenname Automobilette.

## Fahrzeuge
Einerseits standen ein Dreirad Tricycle und ein Quadricycle mit vier Rädern im Sortiment, denen die Abstammung vom Motorrad deutlich anzusehen war. Außerdem gab es zwei konventionelle Modelle, die mit der Karosserieform Phaeton Platz für zwei Personen nebeneinander boten. Zum Einsatz kamen Einbaumotoren von Aster mit wahlweise 2,75 PS und 3,5 PS.
Ein Fahrzeug dieser Marke ist im Museu Nacional de l’Automòbil d’Andorra in Encamp zu besichtigen.